# Bernardo di Cerdanya
Bernardo di Cerdanya (1080 circa – 1118) è stato prima reggente, dal 1102 e poi conte della Cerdanya e di Conflent, dal 1110 alla sua morte.

## Origine
Bernardo, secondo il Gesta Comitum Barchinonensium, era il figlio secondogenito del Conte di Cerdanya e di Conflent, Guglielmo Raimondo I e della sua seconda terza moglie, Sancha di Barcellona (ca. 1058- dopo il 13 aprile 1102), figlia del conte di Barcellona, Gerona, Osona e Carcassonne, Raimondo Berengario I di Barcellona e di Almodis de La Marche), come confermano le Europäische Stammtafeln, vol III, 137 (non consultate).

Guglielmo Raimondo I, secondo il Gesta Comitum Barchinonensium, era il figlio primogenito del Conte di Cerdanya e di Conflent, Raimondo Goffredo e di Adela, di cui non si conoscono gli ascendenti.

## Biografia
Bernardo viene citato, per la prima volta, in un documento, nel 1084, inerenti a una donazione fatta all'Abbazia di Saint-Martin du Canigouassieme dal padre, Guglielmo Raimondo I, assieme alla madre, Sancha, e ai due figli, Guglielmo Giordano e Bernardo (Guillelmus Raimundi comes hujus provinciæ cum uxore mea comitissa nomine Sancia et filiis nostris his nominibus vocitati, id est, Guillelmo et Bernardo).
Nel 1095, suo padre, Guglielmo Raimondo fece testamento, nominando esecutore il fratello Enrico (Henricum fratrem meum) e disponendo l'eredità ai due figli, Guglielmo Giordano (Guillelmo Iordani filio meo) e Bernardo (filio meo Bernardo).

Ancora secondo il Gesta Comitum Barchinonensium, Guglielmo Raimondo morì nel 1095 e suo fratello, Guglielmo Giordano gli succedette come Guglielmo II Conte di Cerdanya; la morte nel 1095 viene confermata dal Chronicon alterum Rivipullense (1095. Obiit Guillelmus comes Ceritaniæ).
L'anno dopo essere succeduto al padre, suo fratello, Guglielmo Giordano seguì lo zio (fratellastro di sua madre) Raimondo di Saint Gilles alla Prima crociata, lasciando la contea nelle mani di Bernardo.
Nel 1102, Guglielmo Giordano, dopo aver fatto testamento, in cui, in caso di sua morte, designava suo fratello, Bernardo, suo successore, raggiunge nuovamente la zio, Raimondo di Saint Gilles, che stava assediando la città di Tripoli e che aveva ricevuto il titolo di conte di Tripoli. Per cui Bernardo fu il reggente della Contea di Cerdanya
Il canonico e cronista, Alberto di Aquisgrana, nel suo Historia Hierosolimitana narra che poco tempo dopo la conquista di Tripoli, nel 1110, suo fratello, Guglielmo Giordano, fu assassinato da un suo armigero, per cui tutta la contea di Tripoli fu riunita nelle mani del cugino, Bertrando. La morte di Guglielmo Giordano è ricordata anche dall'Ex Gesta Comitum Barcinonensium: nella cittadina di Arqa, colpito da una freccia, morì senza prole. La contea di Cerdanya fu ereditata da Bernardo.

Infatti, nel 1111, in una donazione all'abbazia di Lagrasse, Bernardo viene citato come conte di Cerdanya e Conflent (Bernardus Guillelmi, comes Ceritaniae et Confluenti).
Bernardo poi fece un'altra donazione all'abbazia di Lagrasse, nel 1114 (Bernardus Wilelmi, Dei gratia comes Ceritaniensis).
Bernardo morì nel 1118; il Chronicon alterum Rivipullense riporta la morte nel 1117 (1117. Obiit Bernardus comes Ceritaniæ).
Dato che Bernardo era senza discendenza, il cugino primo, Raimondo Berengario, già conte di Barcellona, Gerona, Osona e conte di Provenza, divenne anche Conte di Cerdanya.

## Discendenza
Di Bernardo non si conosce il nome di una eventuale moglie né si conosce alcuna discendenza legittima.

### Fonti primarie
- (LA)  Rerum Gallicarum et Francicarum Scriptores, Tomus XII.
- (LA)  Viage literario a las iglesias de España. Tomo 5.
- (LA)  Histoire du comté et de la vicomté de Carcassonne.
- (LA)  Marca Hispanica sive Limes Hispanicus.
- (LA)  HISTORIA HIEROSOLYMITANAE EXPEDITIONIS.
- (LA)  des chartes de l'Abbaye de La Grasse. T. I.

### Letteratura storiografica
- Louis Alphen, La Francia nell'XI secolo, in «Storia del mondo medievale», vol. II, 1979, pp. 770–806